# Mesonychider
Mesonychiderna (Mesonychia) är en utdöd ordning arkaiska köttätande hovdjur. Ordningen troddes kunna vara basen till "evolutionsgrenen" där både valar och partåiga hovdjur ingår , fram tills DNA-rön visade att valarna är betydligt närmare släkt med de partåiga hovdjuren än vad man trott, och faktiskt ingår som en undergren inom de partåiga hovdjuren.
Cirka 63 till 28 miljoner år gamla fossil av djurgruppen som levde mellan paleocen och oligocen hittades i Europa, Nordamerika och Centralasien.
Ordningens medlemmar var lite som en huskatt (bland annat släktet Hapalodectes) eller stora som en björn (bland annat släktena Harpagolestes och Pachyaena). Typiska var stora hörntänder och enkla övre molarer. Tänderna saknade den skärande funktionen som är kännetecknande för rovdjur. Gruppmedlemmarnas extremiteter hade en varierande form, till exempel som de nulevande tapirer eller vargar. Vid fötternas spets fanns strukturer som liknar hovar.
Beroende på taxonomi delas ordningen i tre eller fyra familjer:
- Andrewsarchidae
- Hapalodectidae
- Mesonychidae
- Wyolestidae